# Someday (I Will Understand)
"Someday (I Will Understand)" é uma canção da cantora estadunidense Britney Spears, lançada pela Jive Records em 10 de agosto de 2005, exclusivamente fora dos Estados Unidos, como o único single do primeiro EP da cantora Britney & Kevin: Chaotic (2005). A canção, escrita por Spears e produzida por Guy Sigsworth, fala do sentimento de empoderamento que uma mulher grávida sente. A  cantora escreveu a canção duas semanas antes de saber que estava grávida de seu primeiro filho, Sean Preston Federline. Uma versão remixada da canção foi incluída em 2005 na compilação de remix, B in the Mix: The Remixes. "Someday (I Will Understand)" atingiu o top dez na Dinamarca, Suíca e Suécia e conseguiu entrar nas paradas musicais de alguns países da Europa. O videoclipe em preto-e-branco estreou no final da série Britney & Kevin: Chaotic. Dirigido por Michael Haussman, mostra Spears como uma mulher grávida e retrata a transformação de sua personagem.

## Antecedentes
|                                                    | "Someday (I Will Understand)" Uma amostra de 22 segundos de "Someday (I Will Understand)". |
| Problemas para escutar este arquivo? Veja a ajuda. |                                                                                            |

"Someday (I Will Understand)" foi composta por Spears no piano de sua casa, duas semanas antes de saber da gravidez de seu primeiro filho, Sean Preston. Ela explicou que a canção veio "como uma profecia... quando você está grávida, você está habilitada". Foi produzida por Guy Sigsworth, que já havia trabalhado com a cantora em "Everytime" (2003). Spears gravou seus vocais para a canção na Conway Studios em Los Angeles, Califórnia, e no Frou Frou Central em Londres. O piano foi tocado pela própria Spears, enquanto todos os outros instrumentos e a mixagem foi feita por Sigsworth. Os vocais de apoio foram fornecidos pela Kate Havnevik. Musicalmente, "Someday (I Will Understand)" é uma balada pop. O Hi Bias Signature Radio Remix foi incluída em 2005 na compilação de remix, B in the Mix: The Remixes.

## Recepção

### Opinião da crítica
"Someday (I Will Understand)" recebeu opiniões variadas dos críticos da música. Durante sua análise para Britney & Kevin: Chaotic,  Mike McGuirk da Rhapsody, disse que a canção, juntamente com "Mona Lisa" e "Chaotic", "Mostra uma trajetória totalmente ascendente de Spears, quase um sobrenatural Príncipe de canalização." Na revisão que fez para Britney & Kevin: Chaotic, Barry Walters da Rolling Stone deu à canção uma crítica negativa, dizendo que "nada pode salvar Spears do viçoso flop do single 'Someday (I Will Understand)'."

### Performance comercial
Em 1 de setembro de 2005, "Someday (I Will Understand)" estreou na posição de número quarenta e seis na Suécia. Conseguindo atingir na semana seguinte, o top dez. Na Suíça, a canção estreou na posição de número oito na semana de 4 de setembro de 2005. Em 9 de setembro de 2005, a canção estreou na Dinamarca na posição de número onze. Na semana seguinte, atingiu a posição de número oito. "Someday (I Will Understand)" também conseguiu atingir o top vinte na Bélgica (Flandres e Valónia), Finlândia e Noruega e também entrou nas paradas musicais da Áustria e da Holanda. A canção já vendeu 60 mil downloads digitais pagos nos Estados Unidos, de acordo com a Nielsen SoundScan.

## Videoclipe
O videoclipe de "Someday (I Will Understand)" foi dirigido por Michael Haussman. Spears comentou que ele "[fez] um ótimo trabalho, capturando a música, a essência e a emoção" e acrescentou que o vídeo tinha "um sentimento diferente" do que qualquer um dos seus vídeos anteriores. O vídeo é rodado inteiramente em preto-e-branco. Spears afirmou que sua vida era "um círculo completo" e sugeriu que no processo, ela sofreu alterações em sua alma e no corpo, como mostrado no vídeo. Foi lançado em 14 de junho de 2005 durante o quinto e último episódio do reality show de Spears Britney & Kevin: Chaotic, intitulado "Veil of Secrecy". O videoclipe apresenta Spears grávida deitada na cama e caminhando em torno de sua casa e cantando para o seu bebê. Ela também olha através da janela para as esculturas romanas no jardim. Dana Alice Heller notou que seus figurinos e danças provocativas são substituídos no vídeo com um simples tecido drapeado, em que Spears evoca uma tranquilidade etérea. Heller comparou esta imagem à transformação realizada por Madonna quando entrou para a Kabbalah, mas acrescentou que enquanto Madonna estava nos seus 30, Spears tinha apenas 23 anos, fazendo com que esta transformação parecesse um pouco forçada.

## Lista de faixas
| - CD single europeu 1. "Someday (I Will Understand)" — 3:37 2. "Someday (I Will Understand)" (Hi Bias Signature Radio Remix) — 3:46 - CD Maxi-single europeu de edição limitada 1. "Someday (I Will Understand)" — 3:37 2. "Someday (I Will Understand)" (Instrumental) — 3:37 3. "Someday (I Will Understand)" (Hi Bias Signature Radio Remix) — 3:46 4. "Someday (I Will Understand)" (Leama & Moor Remix) — 9:18 | - EP japonês 1. "Someday (I Will Understand)" — 3:37 2. "Chaotic" — 3:33 3. "Mona Lisa" — 3:25 4. "Over to You Now" — 3:42 5. "Someday (I Will Understand)" (Hi Bias Signature Radio Remix) — 3:46 - Download digital / The Singles Collection boxset 1. "Someday (I Will Understand)" — 3:38 2. "Mona Lisa" — 3:26 |

## Créditos
A seguir, pessoas que contribuíram para "Someday (I Will Understand)":
- Britney Spears – vocais principais, escritora e piano
- Guy Sigsworth - produção
- Sean McGhee – mixagem, engenheiro, programador
- Chris Hawkes – mixagem, engenheiro, programador
- Tom Coyne –  masterização
- Kate Havnevik – vocais de apoios

## Charts
| Chart (2005)                    | Peak position |
| ------------------------------- | ------------- |
| Alemanha (Media Control Charts) | 22            |
| Áustria (Ö3 Austria Top 40)     | 32            |
| Bélgica (Ultratop 50 Flandres)  | 17            |
| Bélgica (Ultratop 40 Valónia)   | 11            |
| Dinamarca (Hitlisten)           | 8             |
| Finlândia (Mitä hittiä)         | 15            |
| Holanda (MegaCharts)            | 36            |
| Hungria (Mahasz)                | 6             |
| Noruega (VG-lista)              | 18            |
| Suécia (Sverigetopplistan)      | 10            |
| Suíça (Schweizer Hitparade)     | 8             |

## Referência
- Heller, Dana Alice (2007). Makeover television: realities remodelled. [S.l.]: I.B.Tauris. ISBN 1-84511-330-6